# Qu'est-ce que l'homme ?
L'homme, c'est quoi ? (titre original : What Is Man?) est un essai de Mark Twain, publié anonymement en août 1906 chez De Vinne Press. L'essai se présente sous la forme d'un dialogue entre un jeune homme et un vieil homme, ce dernier s'efforçant de convaincre le premier de sa conception déterministe de l'homme.

## Genèse
Twain commença à structurer sa philosophie personnelle dans les années 1880, et il en donna une première formulation dans Qu'est-ce que le bonheur ?, en 1883. Cette pensée se retrouve dans Un Yankee du Connecticut à la cour du roi Arthur en 1889, par exemple au chapitre 18 :
« […] training is all there is to a person. We speak of nature: it is folly: there is no such thing as nature; what we call by that misleading name is merely heredity and training. We have no thoughts of our own, no opinions of our own: they are transmitted to us, trained into us. »
« …l'éducation est tout ce qu'a une personne. Nous parlons de nature : c'est de la folie : il n'existe rien de tel que la nature ; ce que nous appelons de ce nom trompeur n'est que l'hérédité et l'éducation. Nous n'avons pas de pensées propres, pas d'opinions propres : elles nous sont transmises, inculquées. »
À la fin des années 1890, alors qu'il subit une série de malheurs, il écrit plusieurs histoires exprimant sa pensée, comme Which Was the Dream?, The Great Dark, qu'il laisse inachevées. C'est en juillet 1898, en Autriche, qu'il écrit la première partie de L'homme, c'est quoi ? Il reprendra le texte en 1901-1902, le travaillera encore pendant quelques années, avant de se décider à le publier. Mais il en supprimera certaines parties, par exemple le chapitre où il soutient que le sens moral de l'homme le place au-dessous de l'animal car il lui permet de faire le mal ; plusieurs autres chapitres supprimés décrivaient Dieu comme un être cruel et vindicatif.
Le texte est terminé en 1905, et Twain décide de le publier anonymement ; il supprime les passages qui pourraient le faire reconnaître et demande à un ami de lui servir d'intermédiaire avec les éditions De Vinne Press qui publient l'œuvre en août 1906. Le texte eut peu d'échos. Un article du New-York Times le juge intelligent mais estime que les thèses présentées ont peu d'intérêt car déjà anciennes.
Twain ne reconnut jamais la paternité du texte. Malgré cette volonté d'anonymat, il publia trois mois avant sa mort une partie de ses idées dans Le Tournant de ma vie. On retrouve encore cette philosophie dans Le Mystérieux Étranger, un roman inachevé. La paternité de l'œuvre est finalement révélée deux jours après la mort de Twain par le New-York Tribune, et la même année une édition pirate, portant le nom de Clemens, est publiée en Angleterre. La première édition officielle est publiée en 1917, par le biographe de Twain, A. B. Paine, sous le nom de What Is Man? and Other Essayschez Harper's. Une édition corrigée paraît en 1973, le texte est établi par Paul Baender et les chapitres supprimés sont rétablis.

## La pensée de Twain dansL'homme, c'est quoi?
L'homme, c'est quoi ? résume les idées mécanistes et déterministes, qu'il considérait comme son évangile personnel, que Twain adopta au cours des dernières décennies de sa vie.
Le texte est un dialogue, en six parties, entre un vieil homme et un jeune homme qui se déroule sur plusieurs jours. Le vieil homme cherche à convertir son interlocuteur à l'idée que l'homme est une machine, déterminée par des forces indépendantes telles que l'hérédité, l'environnement et l'éducation. Cette anthropologie conduit à dénier à l'homme tout mérite et toute culpabilité, en ne lui attribuant, comme cause de ses actes, que la nécessité de satisfaire ses besoins. Le libre arbitre, l'héroïsme, le génie, la vertu et le vice sont des illusions humaines.
Dans la première partie, le jeune homme demande des preuves de cette thèse, et le vieil homme lui montre que l'homme est une machine impersonnelle et comment cette théorie s'applique aux comportements humains. Peu importe ce qu'est un homme, il est toujours le résultat de ce dont il est fait et des influences de l'hérédité, des habitudes et des associations ; ainsi conduit par des forces extérieures, l'homme ne crée rien, n'est pas un sujet, pas même de sa propre pensée. Seul Dieu peut être considéré comme un être pensant.
Le vieil homme rejette ensuite, dans la deuxième partie, tous les actes que l'on qualifie habituellement de sacrifice de soi. Les motifs de l'amour, de l'héroïsme, de la philanthropie, sont exclusivement égoïstes, car ils ont pour objet le contentement de soi sous la forme dans laquelle il nous a été inculqué : ainsi, aider autrui est une source de plaisir, le blesser une source de trouble moral, mais plaisir et trouble sont toujours rapportés à nous.
Pour renforcer sa théorie, le vieil homme, dans la troisième partie, demande au jeune homme de lui fournir un seul exemple d'acte altruiste, et lui montre comment tous ces actes supposés altruistes se ramènent à la satisfaction éprouvée quand on les approuve.
Le vieil homme définit, dans la partie suivante, l'éducation au sens large (training, formation, entraînement, dressage, etc.) comme l'ensemble des influences qui s'exercent sur un individu tout au long de son existence. Par exemple, pourquoi une personne adhère à une religion et non à une autre, si ce n'est par l'influence de son milieu culturel ? Le jeune homme lui objecte que l'on agit parfois en dépit de nos désirs, autrement dit, il arrive que l'on commette des actes qui vont à l'encontre de notre propre contentement intérieur, et que l'on regrettera. Le vieil homme distingue alors deux types de plaisirs : le plaisir primaire est un plaisir à court terme, alors que le plaisir secondaire est un plaisir à long terme, par exemple lorsque l'on se maîtrise, au lieu de céder à un plaisir à court terme. Dans les deux cas, on obéit toujours au besoin d'un contentement intérieur, mais les conséquences peuvent être différentes.
La cinquième partie approfondit l'idée que l'homme est une machine. Le vieil homme, après avoir expliqué comment l'esprit fonctionne parfois de lui-même, met le jeune homme au défi de réussir à ne pas laisser son esprit vagabonder. Plusieurs jours après, le jeune homme doit concéder qu'il n'a pu garder une maîtrise entière du cours de sa pensée ; il lui était par exemple impossible de se sortir de l'esprit une chanson populaire. Ce dernier exemple est le sujet d'une nouvelle de Twain, Perce, mon ami, perce !, dans laquelle le narrateur devient à moitié fou tant il est obsédé par une chanson qu'il ne peut pas même s'empêcher de chanter quand il parle. Le vieil donne aussi l'exemple des cas où un homme ne peut se retenir de parler sans savoir même ce qu'il dit (ce qui est une allusion à la mort de Susy, l'une des filles de Twain). Ainsi l'homme n'est pas à l'origine de ses pensées, et il n'invente rien, mais découvre par l'observation, ou ajoute à ceux que d'autres ont vu : l'homme observe et combine, exactement comme le rat qui associe une odeur au fromage qu'il va découvrir.
Le jeune homme, dans la dernière partie, exprime sa répugnance pour une théorie qui fait peu de cas de la dignité et la grandeur de l'homme (que le vieil homme qualifie d'impostures, de comédies), et qui, en le comparant à un rat, rabaisse l'intelligence au rang de l'instinct. Mais le vieil homme estime que l'intelligence fonctionne de la même manière en l'homme et en l'animal, la différence étant surtout une question de capacité.
Dans la conclusion du dialogue, le jeune homme demande si le vieil homme a l'intention de publier ses théories. Le jeune homme estime que cette publication serait blessante, car une telle philosophie refuse à l'homme toute fierté, toute gloire, et elle appauvrit l'homme qui y croit. Mais le vieil homme remarque que lui-même ne se prive pas de faire des éloges, malgré ses propres convictions philosophiques. C'est que nous réagissons tous différemment aux mêmes expériences, et il n'y a en fin de compte pas lieu de publier cette philosophie puisque les hommes, en général, sont portés à sentir plutôt qu'à penser.